# 分離態射
在數學中，分離態射是概形間一類具良好幾何性質的態射，由此可定義分離概形。在亞歷山大·格羅滕迪克的著作中，原將一般的概形稱作預概形（préschéma），而將分離概形稱作概形；1967年左右改稱現名。

## 定義
設{\displaystyle X,S}為概形。一個態射{\displaystyle f:X\rightarrow S}被稱作分離態射，若且唯若它所給出的對角映射{\displaystyle \Delta :X\rightarrow X\times _{S}X}是閉浸入。
由此可定義{\displaystyle S}上的分離概形。若取{\displaystyle S}為終對象{\displaystyle \mathrm {Spec} \mathbb {Z} }，可定義絕對的分離概形。

## 性質探討
從分離性可推出：設{\displaystyle X\rightarrow S}分離，對任何{\displaystyle \mathbf {Sch} _{/S}}裡的態射{\displaystyle f,g:Y\rightarrow X}，若 {\displaystyle f} 與 {\displaystyle g} 在一個稠密開集上相等，則{\displaystyle f=g}。準此，可視分離概形為豪斯多夫空間在概形論裡的推廣。
根據定義，分離性僅與拓撲有關：{\displaystyle f:X\rightarrow S}分離若且唯若{\displaystyle f_{\mathrm {red} }:X_{\mathrm {red} }\rightarrow Y_{\mathrm {red} }}分離。群概形都是分離的（考慮映射{\displaystyle (x,y)\mapsto x^{-1}y}）。此外；仿射概形皆屬分離概形。
另一個有用的性質是：若{\displaystyle S}是仿射概形，{\displaystyle X}是{\displaystyle S}上的分離概形，且{\displaystyle U,V\subset X}是仿射開集，則{\displaystyle U\cap V}亦是仿射開集。
下述常見態射都是分離的：
- 概形間的單射（包括開浸入與閉浸入）都是分離態射
- 分離態射的合成仍是分離態射
- 分離態射換底後仍是分離態射
- 若{\displaystyle f:X\rightarrow Y,g:X'\rightarrow Y'}是分離態射，其積{\displaystyle f\times _{S}g:X\times _{S}X'\rightarrow Y\times _{S}Y'}亦然。
- 若{\displaystyle g\circ f}是分離態射，則{\displaystyle f}是分離態射。
- 射影態射是分離態射

於是乎擬射影態射都是分離的，這涵蓋了經典代數幾何裡的所有對象。但在概形論中，我們可透過黏合造出非分離概形；研究函子的可表性時（特別是模空間的研究）亦須仔細處理分離性。

## 賦值判準
分離性與豪斯多夫性質的類比給出另一種刻劃。設所論概形都是局部諾特概形。僅須處理{\displaystyle Y}是一維時的情形，透過一些代數的論證，可化約到{\displaystyle Y=\mathrm {Spec} (R)}，其中{\displaystyle R}是個離散賦值環之情形；此時態射的唯一延拓性譯為下述陳述：
設{\displaystyle X,Y}都是局部諾特概形，{\displaystyle f:X\rightarrow Y}是局部有限型態射，下述陳述等價：
- {\displaystyle f} 是分離態射。
- 對任何形如{\displaystyle Y':=\mathrm {Spec} (R)}的{\displaystyle Y}-概形，其中{\displaystyle R}是離散賦值環，設{\displaystyle K}為{\displaystyle R}的分式環；若兩個{\displaystyle Y}-態射{\displaystyle f,g:Y'\rightarrow X}拉回至{\displaystyle \mathrm {Spec} (K)}相等，則有{\displaystyle f=g}。

## 文獻
- Grothendieck, Alexandre; Jean Dieudonné. . Publications Mathématiques de l'IHÉS. 1960, 4: 5–228  [2020-12-21]. （原始内容存档于2016-03-06）.
- Grothendieck, Alexandre; Jean Dieudonné. . Publications Mathématiques de l'IHÉS. 1961, 8: 5–222  [2020-12-21]. （原始内容存档于2017-01-12）.